# 合成香料
合成香料（ごうせいこうりょう）は、香料のうち人工的に精製・製造されるものを言う。狭義にはベンゼンやアセチレンなど基礎的な化学物質から製造されるものを指す。広義には、精油などの天然物から蒸留・結晶化などの人為的操作により生成される単離香料を含める。

## 合成香料の流通
世界市場で流通している合成香料は約500種類、そのうち日本では約320種類を製造している。日本香料工業会の調べでは、2021年の実績で日本の生産量は9,453トン、輸入量は160,828トン、輸出量は31,419トンである。

## 合成香料の分類

### 原料・製法による分類
広義の合成香料は、精油などの天然物から単位操作により取り出した単離香料と、化学製品より製造した狭義の合成香料とに分類される。単離香料の製造方法は減圧蒸留により目的となる成分を単離する蒸留法、冷却により成分を析出させる晶析法、化学反応による化学処理法の3種類がある。d-リモネンやリナロールは蒸留法、l-メントールやアネトールは晶析法、シトロネラールやオイゲノールは化学処理法で得られる。
狭義の合成香料は、石油化学工業やパルプ工業などから安価かつ大量に得られる基礎的化学製品から化学合成により製造する全合成香料、単離香料を原料とした半合成香料、発酵など微生物を利用した生合成香料に分類できる。市場に流通している合成香料の多くは全合成香料に該当する。食品用途ではさらに、既存の食品中に存在するものと化学的に同一であるネイチャーアイデンティカルフレーバリング物質と、既存の食品中からは発見されていないアーティフィシャルフレーバリング物質とに分類される。後者はエチルバニリンやエチルマルトール、いわゆる「アルデヒドC-16」など、まだ品目数は少ない。

### 用途による分類
食品用フレーバーと、香粧品用フレグランスに大別できる。
- フレーバー - 食品としての安全性が要求されるのはもちろん、消費者の嗜好性から食品とかけ離れた香りは成立しにくいという特性がある[3]。また、清涼飲料用途では透明性あるいは濁度、製造時に加熱工程のある食品に使用されるものは耐熱性が求められるなど、物理的性質による制約もある。
- フレグランス - 石鹸・香水・化粧品・芳香剤など多岐にわたる。

### 形態による分類
- 水溶性香料 - 香料をエチルアルコールに溶いたもので、水に透明に溶解する。耐熱性に欠けるため、製造工程での加熱の少ない清涼飲料やゼリー、冷菓などに用いられる。
- 油性香料 - 香料ベースを植物油脂またはプロピレングリコール・グリセリンなどに溶いたもので、前者は水に溶けず後者は水に溶解する。溶剤は保留剤としての効果もある。香料ベースをそのまま使用することもあり、その場合も水には溶解しない。耐熱性があり、チューインガムやビスケット、チョコレートなど加熱工程を伴うものに使用される。
- 乳化香料 - 油性の香料をアラビアガムなどの乳化剤により水に分散するようにしたもので、白濁しても支障のない清涼飲料や冷菓に用いられる。
- 粉末香料 - 香料を糖類やデンプンに吸着させたものや、賦型剤を加えて噴霧乾燥させたもの、シクロデキストリンやマイクロカプセル化などで粉末化させたものなどがある[4]。

### 化学的性質による分類
香料として使用される化合物のほとんどが炭素・水素・酸素・窒素・硫黄の5元素で構成される。
- 炭化水素類 - 多くが植物精油から採られるテルペン系炭化水素であり、主に合成香料の製造原料として使用される。
- アルコール - 香料として用いられるのはテルペン系アルコールと芳香族アルコールが主である。脂肪族アルコールは香料の溶剤やエステルなどの合成原料となる。
- フェノール類 - ヒノキチオール、オイゲノール、ショウガオールなどが代表的である。
- アルデヒド類 - アルコール、エステルと並ぶ、香料として重要な化合物群である。
- ケトン類 - 香料として使用されるのは環式ケトンが主である。分子量の小さな脂肪族ケトンの使用は限定的である。
- エーテル類 - 主に石鹸など香粧品向けの調合香料として使用される。
- 有機酸 - 酪酸や吉草酸、安息香酸などがあるが、そのまま香料として使用することは少なく、エステルやラクトンの原料として重要である。
- ラクトン類 - 香料として用いられるのはγ-ラクトンとδ-ラクトンが主であり、γ-ノナラクトンやγ-ウンデカラクトンが代表的である。
- エステル - エステル類は香料として重要な化合物群であり、酢酸エステルや酪酸エステル、プロピオン酸エステルなど多くの種類がある。フルーツ系、フローラル系の香りを持つものが多い。
- 有機硫黄化合物 - 天然には多くの食品中に存在する。一般に嗅覚閾値が低く、ごく微量でも感知できる。
- 有機窒素化合物 - ピリジンやキノリンなどが該当し、インドールやスカトールなど独特の香りを持つものもある。チアルジンやチアゾールなどは硫黄・窒素の双方を持つ。
- 有機ハロゲン化合物 - 該当するものはブロムスチロールなどわずかである[5]。

## 日本の法規制
食品衛生法に基づく「食品添加物公定書」により、食品用に使用される合成香料78品目の個別物質・18の類が定められており、このほかの香料の使用は禁じられている。
合成香料の中には揮発性・引火性を持ち、消防法の規制を受けるものが数多くある。酪酸メチルや酢酸プロピルなどは危険物第4類・第1石油類（非水溶性）に該当し、200l以上貯蔵する場合には市町村長の許可や危険物取扱者による取り扱いなどを要する。このほかにも危険物第4類に該当するものは少なくない。また、引火性や急性毒性を持つものは労働安全衛生法により化学物質安全性データシートの添付を必要とする。
食品用に用いられる香料では毒物及び劇物取締法の規制を受ける例は少ないが、酢酸エチルは劇物に指定されている。
化学物質の審査及び製造等の規制に関する法律の直接の規制対象となるものではないが、合成ムスクの一部は難分解性による長期毒性が生じる可能性が考えられることから、1996年に業界内での自主規制が行われた。
アントラニル酸およびその塩は麻薬向精神薬原料として、サフロール、イソサフロール、ヘリオトロピンは特定麻薬向精神薬原料として麻薬及び向精神薬取締法の規制を受ける。フェニル酢酸およびその塩は覚せい剤原料として覚醒剤取締法の適用を受ける。